# Dryadonycteris capixaba
Dryadonycteris capixaba — вид родини листконосові (Phyllostomidae), ссавець ряду лиликоподібні (Vespertilioniformes, seu Chiroptera).

## Етимологія
Назва роду походить від поєднання слів Driade, німфа в грецькій міфології, але також термін, встановлений ботаніком Карл Фрідріх Філіпп фон Марціус до біома Бразильського Атлантичного лісу, де цей вид є ендеміком і грецький суфікс -nycteris, означає кажан; capixaba — слово в мові тупі, що позначає корінних людей в штаті Еспіріту-Санту.

## Морфологічні особливості
Кажан невеликого розміру, з довжиною голови й тіла між 49,9 і 56,4 мм, довжина передпліччя між 29,1 і 32,3 мм, довжина хвоста від 4,4 до 6,4 мм, довжина ступні від 7,5 до 8,3 мм, довжина вух між 9 і 10 мм і вага до 5 г.
Шерсть довга. Спинна частина темно-коричневого кольору, у той час як черевна частина світліша. Морда витягнута, з виступаючими щелепами. Є два ряди вусів, що стікають з боків морди. Вуха маленькі, з заокругленими кінчиками. Крилові мембрани темно-коричневі і накладаються на задню частину основи пальців. Хвостова мембрана відносно довга, темно-коричнева і покрита короткими волосками на верхній поверхні. Калькар близько довжини стопи, а хвіст короткий.

## Екологія
Харчується нектаром і пилком.

## Середовище проживання
Ендемік Бразилії. Цей вид відомий тільки в муніципалітеті Лінхарес, у північному бразильському штаті Еспіріту-Санту, і в національному парку порт. Ріо Doce в східному штаті Мінас-Жерайс. Живе в напів-листяних лісах близько 60 метрів над рівнем моря.